# Brancal

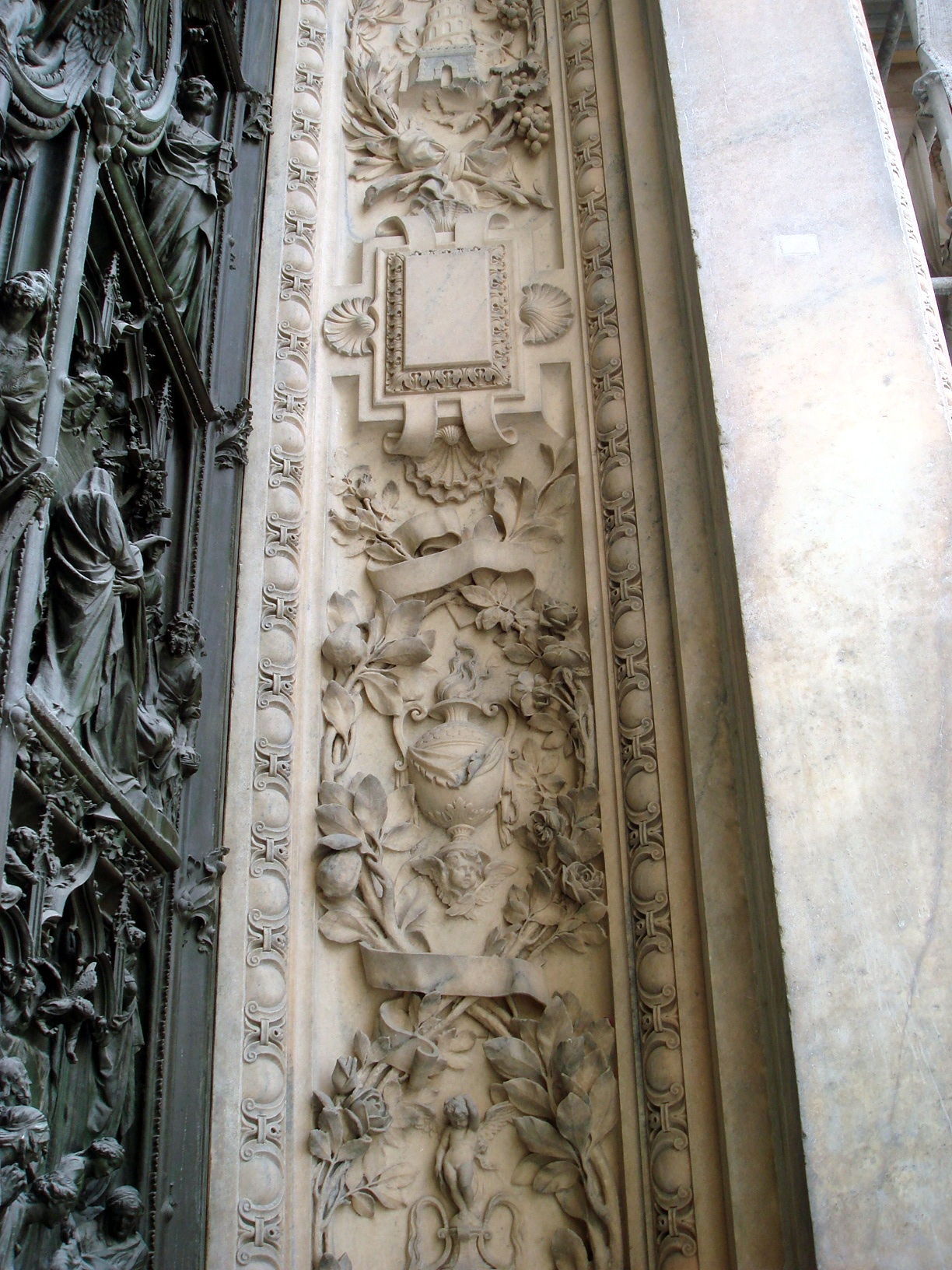
Brancal dret esculpit de la portalada central de la Catedral de Milà

El brancal o muntant és cada una de les dues peces d'una obertura que disposades verticalment, a ambdós costats seus, sostenen una llinda, un arc o les arquivoltes situades sobre seu. Habitualment, es denomina brancals als laterals interns de les obertures de portes i finestres. També un brancal és un pilar de pedra o maó, situat en el gruix d'un mur, la finalitat del qual és consolidar i travar les peces del conjunt. Els brancals acostumen a estar elaborades en maçoneria, maó o fusta.